# Poste d'aiguillage à relais à commande informatique
 (décembre 2017).
Si vous disposez d'ouvrages ou d'articles de référence ou si vous connaissez des sites web de qualité traitant du thème abordé ici, merci de compléter l'article en donnant les références utiles à sa vérifiabilité et en les liant à la section « Notes et références ».
Le poste tout relais à commande informatique est apparu en France depuis 1984 (La Ferté-Alais). Ce type de poste d'aiguillage permet la programmation des itinéraires, la gestion des protections des travaux... 
Le PRCI est constitué de platines précâblées pour la partie enclenchement (relais) et de modules informatiques (MCI, SNCI-T, MCK, MCKT) pour la partie commande et contrôle.

## PRCI-MCI (Module de Commande Informatique)
Ce type de poste constitue la première génération de postes à commande informatique. Ses capacités sont limitées (mono poste, nombre d'itinéraires….) Il a été également utilisé en commande centralisée du trafic (CCT). 
Exemples :
- Postes : La Ferté-Alais (RER D), Châteauroux, Lyon Part-Dieu (MCI sur PRS) ;
- CCT : Tours Nord, Toulouse — Saint-Sulpice.

Les commandes sont effectuées sur un clavier permettant de dialoguer avec le poste ; un écran d’aide aux dialogues permet également de lister les itinéraires programmés. Le tableau de contrôle optique (TCO) mural est identique à celui d’un poste tout relais à transit souple (PRS) ; seul un contrôle de formation des itinéraires et des autorisations est ajouté (en remplacement du voyant du bouton de table). Un tableau des protections (TPT) et un tableau des alarmes informatiques (TAI) complètent les contrôles nécessaires à l’agent-circulation ou AC (un seul exploitant possible).

## PRCI-SNCI (Système normalisé de commande informatique)
Ce type de poste équipe des installations comportant un nombre d’itinéraires supérieur à 100. Il offre la plus large gamme de conditions d’exploitation, notamment :
- la programmation des itinéraires de type zone nodale ou zone linéaire ;
- le traitement sûr des protections travaux ;
- la possibilité d’y associer des automatismes répondant aux besoins d’exploitation ;
- des conditions d’exploitation modulables (configurations) ;
- la visualisation des contrôles sur TCO mural.

De plus, le système normalisé de commande informatique (SNCI) permet d’étendre la zone d’action du poste en assurant la télécommande (via un système de télétransmission) d’un certain nombre de postes locaux.
Exemples de PRCI-SNCI :
- Postes de zone nodale : Paris-Montparnasse, Le Mans, poste 1GL de Paris-Nord, Sète, La Défense, etc. ;
- Postes de zone linéaire : les postes de commande des lignes à grande vitesse LN3 (LGV Nord) et LN4 (LGV Rhône-Alpes), les commandes centralisées de DV et de VB (Tours sud, Bordeaux, Tarentaise, Ouest Lyonnais, Creil Poste 5).

Plusieurs postes de travail peuvent être installés. Les commandes sont effectuées sur un clavier permettant de dialoguer avec le poste mais aussi avec d’autres modules d’aide à l’exploitation. En complément du TCO et du TAI, plusieurs écrans (quatre au maximum par poste de travail) permettent d'assurer l'exploitation du poste.

## PRCI-MCK (Module de Commande et de contrôle)
Ce type de poste est doté d’un module assurant à la fois, les fonctions de commande et de contrôle.
Le PRCI-MCK, du fait de sa capacité limitée (30 itinéraires, 10 aiguilles, 15 signaux) et de sa configuration à un seul écran, est destiné à traiter les installations de gares relativement simples. Il est adapté à la télécommande par un SNCI et notamment aux gares dépendant d’une CCT. 
Il peut être exploité en commande locale ; la visualisation des contrôles est seulement réalisée, dans ce cas, sur l’unique écran d’exploitation. Il peut également être exploité en commande déportée à partir d’un poste voisin (Marles et Mortcerf depuis Tournan-en-Brie).
Il assure la gestion des protections (mode PRCI) et, à défaut de programmation, dispose d’une fonction d’enregistrement acceptant 8 itinéraires ou autorisations.
Son emploi est généralement limité aux points de changement de voies des installations permanentes de contre-sens (IPCS), aux évitements, aux bifurcations et aux gares de voie banalisée des types 2142 et 3142 (à expliquer).
Exemples :
- PRCI-MCK de Connerré et Champagné, télécommandés par le PRCI-SNCI du Mans ;
- Grésy-sur-Isère et 10 autres PRCI-MCK, télécommandés depuis le poste de la CCT « Tarentaise » ;
- PRCI-MCK de Saint-Benoit en commande déportée depuis le poste 4 de Poitiers.

En commande locale, ce poste dispose d’un clavier, d’un écran et d'un TAI.

## PRCI-MCKT (Module de commande, contrôle et de télétransmissions)
Ce type de poste est doté d’un module assurant, à la fois, les fonctions de commande, de contrôle et de transmission.
Le PRCI-MCKT permet, comme le poste tout relais à câblage géographique (PRG), de traiter des gares moyennes (jusqu’à 100 itinéraires environ). Il est spécialement adapté à la télécommande par un SNCI et notamment aux gares dépendant d’une CCT.
Il peut également être exploité en commande déportée à partir d’un poste voisin.
Il assure la gestion des protections (mode PRCI) et, à défaut de programmation, dispose d’une fonction d’enregistrement étendu acceptant 50 itinéraires. 
Exemples :
- PRCI-MCKT de Calais-Ville, télécommandé par le PRCI-SNCI de Calais-Fréthun ;
- Tous les PRCI-MCKT de la LGV Nord, télécommandés depuis le poste de commande de la LGV Nord situé au poste d'aiguillage et de régulation (PAR) de Lille ;
- Tous les PRCI-MCKT de la Ligne E du RER.
- PRCI-MCKT du raccordement nord d'Arras, en commande déportée du poste 3 d’Arras ;
- PRCI-MCKT du poste 1 d'Arras.

La commande locale, lorsqu’elle est mise en œuvre, est assurée par un Module d’Interface EXploitant (MINTEX), pilotant jusqu’à quatre écrans, et la visualisation des contrôles peut être réalisée soit sur écran, soit sur TCO mural. Un TAI complète l’installation. 
Le même module MINTEX peut techniquement assurer, avec des contraintes pour l'exploitant, la commande de deux PRCI-MCKT en commande directe ou déportée(Avant gare de Paris-Est).
La maintenance préventive des postes à commande informatique est bien maîtrisée, d’autant plus que ces modules comportent des redondances favorisant la transparence des interventions vis-à-vis de l’exploitation.